# Michael Jackson: The Immortal World Tour
Il The Michael Jackson: Immortal World Tour è stato un tour di spettacoli teatrali della compagnia circense Cirque du Soleil che rendevano omaggio al cantante statunitense Michael Jackson partito il 2 ottobre 2011 da Montréal in Canada e conclusosi il 31 agosto 2014 a Guadalajara in Messico, per un totale di 501 spettacoli in 141 città. È stata la produzione più redditizia del Cirque du Soleil e il concerto tributo di maggior successo della storia. Dallo spettacolo venne estratto l'omonimo album di remix del cantante.

## Scaletta
1. Opening Megamix:
  - Dirty Diana / Get on the Floor / P.Y.T. (Pretty Young Thing) / Heartbreaker / The Way You Make Me Feel / You Rock My World / Unbreakable / Blood on the Dance Floor / Baby Be Mine / Rock with You / Lovely One / Burn This Disco Out (musica pre-show)
2. Workin' Day and Night
3. The Immortal Intro (video interlude contenente vari snippet di video ed esibizioni del cantante):
  - Smooth Criminal / Bad / Jam / Scream / Another Part of Me / Michael Jackson's Thriller /  I Want You Back / Goin' Back to Indiana / I'll Be There
4. Childhood
5. Wanna Be Startin' Somethin'
6. Shake Your Body (Down to the Ground) (solo in alcune tappe)
7. Dancing Machine / Blame It on the Boogie / Why You Wanna Trip on Me
8. Ben
9. This Place Hotel
10. Smooth Criminal
11. Dangerous / In the Closet
12. Jackson 5 Medley (solo in alcune tappe):
  - I Want You Back / ABC / The Love You Save
13. The Mime Segment:
  - (I Like) The Way You Love Me / Hollywood Tonight / Speed Demon / Slave to the Rhythm / Stranger in Moscow / Another Part of Me
14. Speechless / Human Nature
15. Ghost Stories: 
  - Is It Scary / Ghosts / Somebody's Watching Me / Monster / Threatened (solo in alcune tappe) / Thriller
16. You Are Not Alone / I Just Can't Stop Loving You
17. Beat It / State of Shock
18. Jam
19. Earth Song / Planet Earth
20. Scream / Little Susie
21. Gone Too Soon (solo in alcune tappe)
22. They Don't Care About Us / Privacy / Tabloid Junkie
23. Heal the World / Will You Be There
24. Video interlude:
  - I'll Be There
25. Immortal Megamix:
  - Can You Feel It / Don't Stop 'Til You Get Enough / Billie Jean / Black or White
26. Man in the Mirror

## Band, ballerini ed entourage principale
- Direttore artistico e regista: Jamie King
- Musica: Michael Jackson
- Remix: Kevin Antunes

### Band
- Direttore musicale: Greg Phillinganes
- Tastiere: Greg Phillinganes, Darrell Smith, Charles Wilson
- Batteria: Jonathan "Sugarfoot" Moffett
- Chitarre: Jon Clark e Desiree Bassett
- Basso: Don Boyette
- Percussioni: Takuya Hirano e Bashiri Johnson
- Ottoni: Keyon Harrold, Mike Phillips, Michael Ghegan, Ravi Best
- Violoncello: Tina Guo e Mariko
- Coristi: Fred White, Stephanie Alexander, Jory Steinberg, Jason Woods, jMarie Rodriguez

### Ballerini e altri interpreti
- Ballerini principali: Loukas LEECO Kosmidis, Pom Arnold, Jonathan Bayani, Michael Cameron, Tina Cannon, Khalid Freeman, Jawkeen Howard, Ruthy Inchaustegui, Jeff "JBoogie" Kelly, Shondra Leigh, Cameron Mckinlay, Fernando Miro, Leo Moctezuma, Gianinni Semedo Moreira, Melena Rounis, Tammy To, Levan Torchinava, Davi Lorenzo, Yavuz Topuz, Tomohiko Tsujimoto, Joseph Wiggan & Josette Wiggan, Kendrick Jones & Danielle Hobbs, Jean Sok, Les Twins
- Mimi: Mansour Abdessadok e Jonathan Bayani
- Lap dancers: Anna Melnikova, Felix Cane, Talia Marino, Giulia Piolanti
- Contorsionista: Baaska Enkhbaatar
- Acrobati: Vincent Deplanche, Christian Détraz, Harvey Donnelly, Darren Trull, Kodai Noro, Daisuke Suzuki, Yuta Takahashi, Mitsuhiro Tamura, Tatsuya Tanimoto, Narihito Tonosaki, Loic Weissbrodt, Terrance Harrison, Joshua Rasile, Igor Zaripov
- Artisti aerei: Giulia Piolanti e Igor Zaripov
- Altri: Tomohiko Tsujimoto, Leo Moctezuma, Levan Torchinava, Khalid Freeman, Kendrick Jones, Cameron McKinlay